# Zajczar
Zajczar (bułg. Зайчар) – wieś w Bułgarii, w obwodzie Burgas, w gminie Ruen. W 2023 roku liczyła 1124 mieszkańców.